# Vojna povijest
Vojna povijest sveukupno obuhvaća kroz povijest ljudi razvitak ovih srodnih i povezanih disciplina: 
- rat - totalni rat - ograničeni rat - hladni rat - asimetrični rat
- bitka -boj - kopnena bitka - pomorska bitka - zračna bitka
- opsada - bacačka sprava - utvrđivanje - opsadna tehnika
- oružje - hladno oružje - vatreno oružje - atomsko oružje
- ratna vještina - strategija - taktika - operatika
- vojni rodovi - pješaštvo - topništvo - mornarica
- vojna tehnologija
- vojska